# Públicos do America Football Club

## Maiores públicos doAmerica

America 4 a 2 Benfica em 1955, 94.642 torcedores presentes ao Maracanã.

Exceto quando informados os públicos presente e pagante, os demais referem-se aos pagantes, jogos no Maracanã.
1. America 1–4 Flamengo, 147.661, 4 de abril de 1956 (139.599 pagantes).
2. America 0–2 Fluminense, 141.689, 9 de junho de 1968 (120.178 pagantes, rodada dupla).
3. America 1–2 Vasco, 121.765, 28 de janeiro de 1951 (104.775 pagantes).
4. America 2–0 Bangu, 106.515, 31 de maio de 1970 (rodada tripla).
5. America 1–0 Flamengo, 104.532, 25 de abril de 1976.
6. America 5–1 Flamengo, 102.002, 1 de abril de 1956 (94.516 pagantes).
7. America 2–1 Bonsucesso, 101.363, 25 de julho de 1973 (rodada dupla).
8. America 2–0 Fluminense, 100.635, 17 de março de 1956 (92.736 pagantes).
9. America 2–1 Fluminense, 98.099, 18 de dezembro de 1960.
10. America 1–0 Fluminense, 97.681, 22 de setembro de 1974.
11. America 0–1 Fluminense, 96.035, 27 de abril de 1975.
12. America 2–2 Botafogo, 94.735, 10 de agosto de 1969 (rodada dupla).
13. America 4–2 Benfica, 94.642, 3 de julho de 1955 (87.686 pagantes).
14. America 1–1 Flamengo, 93.393, 18 de maio de 1969 (rodada dupla).
15. America 2–3 Flamengo, 87.948, 3 de fevereiro de 1955 (76.855 pagantes).

## Maiores públicos doAmericaexceto rodadas duplas e triplas
Exceto quando informados os públicos presente e pagante, os demais referem-se aos pagantes, jogos no Maracanã.
1. America 1–4 Flamengo, 147.661, 4 de abril de 1956 (139.599 pagantes).
2. America 1–2 Vasco, 121.765, 28 de janeiro de 1951 (104.775 pagantes).
3. America 1–0 Flamengo, 104.532, 25 de abril de 1976.
4. America 5–1 Flamengo, 102.002, 1 de abril de 1956 (94.516 pagantes).
5. America 2–0 Fluminense, 100.635, 17 de março de 1956 (92.736 pagantes).
6. America 2–1 Fluminense, 98.099, 18 de dezembro de 1960.
7. America 1–0 Fluminense, 97.681, 22 de setembro de 1974.
8. America 0–1 Fluminense, 96.035, 27 de abril de 1975.
9. America 4–2 Benfica, 94.642, 3 de julho de 1955 (87.686 pagantes).
10. America 2–3 Flamengo, 87.948, 3 de fevereiro de 1955 (76.855 pagantes).
11. America 0–1 Flamengo, 87.623, 25 de março de 1956 (79.950 pagantes).
12. America 2–3 Botafogo, 82.421, 20 de agosto de 1967 (70.254 pagantes).
13. America 1–3 Vasco, 81.570, 2 de setembro de 1956 (75.277 pagantes).
14. America 3–1 Vasco, 79.922, 13 de agosto de 1967 (70.146 pagantes).
15. America 0–2 Fluminense, 79.275, em 11 de setembro de 1983.

Maiores públicos do clássico contra o Bangu
1. America 1–3 Bangu, 38.774, 6 de novembro de 1983 (33.625 pagantes).[2]
2. America 2–2 Bangu, 38.646, 18 de novembro de 1951 (29.380 pagantes).
3. America 1–3 Bangu, 37.193, 7 de janeiro de 1951.[3]
4. America 3–1 Bangu, 33.515, 7 de outubro de 1950.

## Maiores públicos noCampeonato Brasileiro
Públicos pagantes, partidas disputadas no Maracanã.
1. America 0–3 Flamengo, 55.452, 8 de abril de 1984.
2. America 1–1 São Paulo, 50.502, 18 de fevereiro de 1987.
3. America 1–1 Flamengo, 48.124, 6 de novembro de 1977.
4. America 1–3 Vasco, 47.164, 27 de fevereiro de 1982.
5. America 1–3 Santa Cruz, 46.115, 8 de novembro de 1975.
6. America 1–0 Fluminense, 41.768, 30 de novembro de 1975.
7. America 0–1 Vasco, 40.150, 23 de fevereiro de 1980.
8. America 0–1 Flamengo, 38.712, 17 de outubro de 1976.
9. America 2–1 Botafogo, 38.679, 26 de março de 1983.
10. America 0–0 Botafogo, 36.580, 18 de março de 1984.

## Maiores públicos fora doEstado do Rio de Janeiro
Maior público no Campeonato Brasileiro: São Paulo 1–0 America, 79.850, 15 de fevereiro de 1987, Estádio do Morumbi.
Maior público em Minas Gerais: Cruzeiro 1–1 America, 63.711, 4 de dezembro de 1975, Estádio do Mineirão.
Maior público no Espírito Santo: Rio Branco 2–1 America, 19.721, 12 de fevereiro de 1987, Estádio Engenheiro Araripe.
Maior público no Norte do Brasil: Nacional FC (AM) 1–1 America, 44.663, 31 de agosto de 1973, Estádio Vivaldo Lima.
Maior público no Sul do Brasil: Internacional 1–1 America, 33.751, 21 de outubro de 1979, Estádio Beira-Rio.